# Мегуми Торигое
Мегуми Торигое (јап. 鳥越 恵) бивша је јапанска фудбалерка.

## Репрезентација
За репрезентацију Јапана дебитовала је 1999. године. За тај тим одиграла је 8 утакмица.

## Статистика
| Јапан  | Јапан | Јапан |
| Год.   | Ута.  | Гол.  |
| ------ | ----- | ----- |
| 1999   | 5     | 0     |
| 2000   | 2     | 0     |
| 2001   | 1     | 0     |
| Укупно | 8     | 0     |